# Istvan Pely
Istvan Pely (nacido en 1974) es un artista informático y desarrollador de juegos estadounidense. Trabaja en Bethesda Game Studios, especializándose en dirección de arte y gráficos 3D.
Su interés por los videojuegos comenzó cuando su padre trajo a casa un Apple IIe; Pely disfrutaba jugando juegos de aventuras como Dragon World y Wrath of Denethenor. Recuerda que "realmente me atraían los juegos como medio para contar historias, así como un desafío interesante en las artes visuales". 
Pely comenzó a estudiar ciencias de la computación en la Universidad Loyola de Maryland. Habiendo tenido siempre inclinaciones artísticas, encontró que la informática por sí sola era demasiado técnica, mientras que crear juegos era una "buena manera de combinar tecnología y arte". En cambio, completó una doble especialización en los departamentos de informática y arte. Cuando aún era estudiante, trabajó a tiempo parcial como consultor multimedia, donde aprendió a trabajar con muchos paquetes disponibles en el mercado, como 3D Studio, Photoshop, Premiere y director. Sacrificando sus calificaciones, con estas herramientas desarrolló un juego de aventuras para Mac/PC llamado Majestic Part I: Alien Encounter, y logró publicarlo antes de graduarse. Desde entonces ha desarrollado dos juegos más de ciencia ficción de forma independiente: Symbiocom y Zero Critical. 
Pely finalmente decidió centrarse únicamente en el arte 3D. Su proyecto Movkup es una vía para explorar el fantástico diseño mecánico /industrial.   Pely trabaja en Bethesda Softworks desde 1998. Como artista principal de Fallout 3 y Fallout 4, Pely fue responsable del estilo visual general de los juegos, los gráficos de la interfaz, los entornos y los personajes destacados.  Pely se describe a sí mismo como un "loco de los coches" y, al tener interés en el diseño de automóviles, también fue responsable del diseño de los vehículos de antes de la guerra del juego que tenían rasgos de estilo aeroespacial. 
Se casó con Hiu-Lai Chong, quien trabajó como artista de personajes para Fallout 3. 
| Año       | Trabajo                          | Role                                         |
| --------- | -------------------------------- | -------------------------------------------- |
| 1995      | Majestic Part I: Alien Encounter | Productor, director, gráficos, programación. |
| 1998      | Symbiocom                        | Diseño, gráficos, programación.              |
| 1999      | Zero Critical                    | Diseño, gráficos, programación.              |
| 2001-2004 | Movkup                           | 3D-CG-Mecánico-Conceptual                    |
| 2003      | Pirates of the Caribbean         | Gracias especiales                           |
| 2006      | The Elder Scrolls IV: Oblivion   | Artista principal de mazmorra                |
| 2008      | Fallout 3                        | Artista principal                            |
| 2009      | The Art of Fallout 3             | Coautor                                      |
| 2011      | The Elder Scrolls V: Skyrim      | Diseño gráfico adicional                     |
| 2015      | Fallout Shelter                  | Director de arte                             |
| 2015      | Fallout 4                        | Artista principal                            |
| 2015      | The Art of Fallout 4             | Coautor                                      |
| 2018      | Fallout 76                       | Director de arte                             |
| 2023      | Starfield                        | Artista principal                            |